# La Vieille-Loye
La Vieille-Loye ist eine französische Gemeinde im Département Jura in der Region Bourgogne-Franche-Comté. Sie gehört zum Arrondissement Dole und zum Kanton Mont-sous-Vaudrey. Die Gemeinde hat 395 Einwohner (Stand 1. Januar 2022), sie werden Vieilogiens, resp. Vieilogiennes genannt.

## Lage
Durch das Gemeindegebiet verläuft der Fluss Clauge und sein Zufluss Tanche der hier einmündet.
Die Nachbargemeinden sind Éclans-Nenon im Norden, Our im Nordosten, Santans im Osten, Montbarrey im Süden und Belmont im Westen.

## Geschichte
Als sich Frankreich im Zweiten Weltkrieg unter deutscher Besatzung befand, gründeten die Kommunisten Marcel Néplaz und Gaston Outrey eine Widerstandsgruppe der Résistance im Wald Forêt de Chaux von La Vieille-Loye. Später musste sich die Gruppe nach La Chapelle-sur-Furieuse zurückziehen und integrierte sich in die Francs-tireurs et partisans (FTP). Néplaz wurde am 15. Juni 1944 von den Deutschen erschossen. Outrey wurde am 14. März 1944 von ihnen festgenommen, gefoltert und am 18. Juni 1944 in das KZ Dachau deportiert. Outrey überlebte das Lager.

## Bevölkerungsentwicklung
| Jahr                       | 1962 | 1968 | 1975 | 1982 | 1990 | 1999 | 2008 | 2018 |
| Einwohner                  | 390  | 344  | 325  | 309  | 358  | 345  | 372  | 399  |
| Quellen: Cassini und INSEE |      |      |      |      |      |      |      |      |